# Marksville
Marksville är en stad (city) i Avoyelles Parish i delstaten Louisiana i USA. Staden hade 5 065 invånare, på en yta av 12,50 km² (2020). Marksville är administrativ huvudort (parish seat) i Avoyelles Parish.

## Kända personer från Marksville
- Elaine S. Edwards, politiker, senator 1972
- Little Walter, bluesmunspelare
- John H. Overton, politiker, senator 1933–1948